# Herb Tirany
Herb Tirany — przedstawia na tarczy dwudzielnej w słup w polu prawym czerwonym białą wieżę zakończoną stożkowatym dachem. W polu drugim błękitnym - biały wspięty lew trzymając w łapie lilię. Tarcza przecięta jest czerwonym skosem z dwoma srebrnymi gwiazdami. Nad tarczą korona murowa z trzema basztami.
Biała wieża to wieża zegarowa w Tiranie. Lew z lilią i czerwonym skosem z gwiazdami to herb rodziny Skurajve, władców okolic Tirany w XIV-XV wieku.
Herb przyjęty został 14 listopada 2000 roku.